# Frankenberg (Eder)

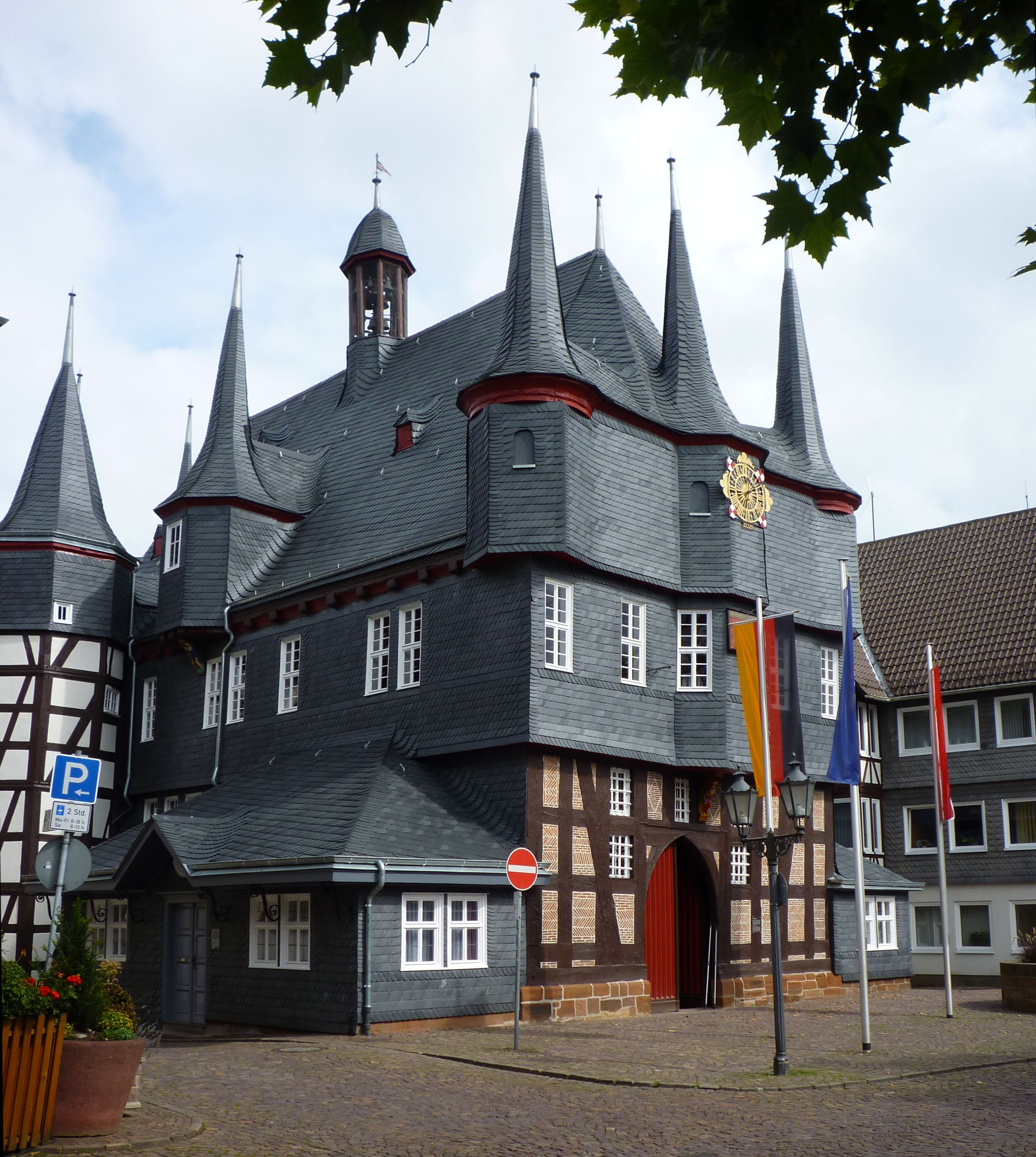
Frankenberg

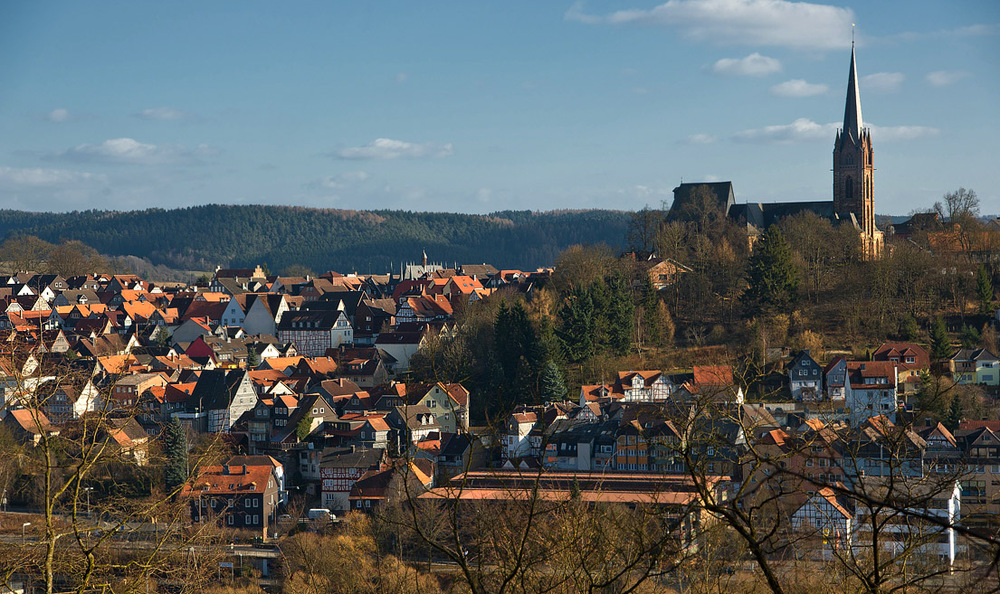
Frankenberg

Frankenberg (Eder) – miasto w Niemczech, w kraju związkowym Hesja, w rejencji Kassel, w powiecie Waldeck-Frankenberg.

## Współpraca
Miejscowości partnerskie:
- Brou, Francja
- Bytów, Polska
- Frankenberg/Sa., Niemcy
- Manningtree, Wielka Brytania
- Seekirchen am Wallersee, Austria